# تشارلز لويس فلايشمان
تشارلز لويس فلايشمان هو شخصية أعمال وسياسي أمريكي، ولد في 3 نوفمبر 1835 في Krnov ‏ في التشيك، وتوفي في 10 ديسمبر 1897. انتخب عضو مجلس ولاية أوهايو ‏.